# جاك أبادي
لاهوتي بروتستانتي فرنسي ولد في ناي عام 1654 وتوفي بالقرب من لندن عام 1727.

## حياته
نشأ في عائلة فقيره ساعدهُ أبناء طائفته في تعليمه حتى قبل دكتوراً في علم اللاهوت في سودان تنقل ما بين هولندا وألمانيا وفرنسا حتى أصبح راعي المعبد الفرنسي في برنين.

### انكلترا
استقر به المطاف في انكلترا حيث عينه الملك وليم الثالث عميد سان بتريك في دبلن.

## علمه
كان واسع الاطلاع ومتخصص في دراسة اللغات القديمة والكتاب المقدس وأعمال اباء الكنيسة.

### مؤلفاته
- رسالة في حقيقة الدين المسيحي (1684)
- فن معرفة الذات (1692)
- انتصار العناية الألهيه والدين (1723)